# Arne Sandstø
Arne Sandstø (Bergen, 1966. október 21. –) norvég labdarúgóedző, a dán Midtjylland edzője.

## Pályafutása
Arne Sandstø pályafutása alatt játszott norvég és német kluboknál is, játszott például a Brann, a Lillestrøm, az Odd Grenland, Tennis Borussia Berlin és a Hertha BSC együttesénél is.
Edzői pályafutását 1999-ben az Oddnál kezdte. A csapattal egészen 2007-ig az első osztályban szerepeltek, amikor is kiestek a másodosztályba. Vezetőedzősége idején a klub 69 év után újra megnyerte a kupát.
2008-ban a másodosztályú IK Start csapatát irányította, amellyel a szezon végén fel is jutott az Eliteserienbe. 2010-ben meglepő helyre vezette a rájátszásban az anyagi gondokkal küzdő Løv-Hamot. 2011-ben és 2012-ben is harmadik helyezést ért el a Sandefjord csapatával, de feljutni nem tudott a klub. 2016 óta a másodosztályú Jerv vezetőedzője. 2021-ben a szintén a harmadik helyig jutott a klubbal és a rájátszásban is sikerült a Brann csapatát legyőzni, így feljutottak a 2022-es szezonra az Eliteserienbe.

## Sikerei, díjai
Start
- Adeccoligaen
  - Feljutott (1): 2008

Jerv
- OBOS-ligaen
  - Feljutott (1): 2021

## Fordítás
Ez a szócikk részben vagy egészben  az   Arne Sandstø című angol Wikipédia-szócikk fordításán alapul.  Az eredeti cikk szerkesztőit annak laptörténete sorolja fel. Ez a jelzés csupán a megfogalmazás eredetét és a szerzői jogokat jelzi, nem szolgál a cikkben szereplő információk forrásmegjelöléseként.